# Pastora Peña
Pastora Peña Martínez-Illescas (Madrid, 24 de julio de 1920 - Madrid, 10 de octubre de 2003) fue una actriz española.

## Biografía
Hermana del también actor Luis Peña. Debutó en los escenarios siendo aún una niña con la compañía de Margarita Xirgu en la que trabajaba su padre, interviniendo en obras como Mariana Pineda (1927), La zapatera prodigiosa (1930), ambas de García Lorca o Nuestra Natacha (1935), de Alejandro Casona.
Durante la década de 1940 intensificó su carrera cinematográfica con títulos como Porque te vi llorar (1941), de Juan de Orduña, El huésped de las tinieblas (1948), de Antonio del Amo. Ya en los 50 filma Mi tío Jacinto (1956), de Ladislao Vajda, y en 1967 Los chicos del Preu, de Pedro Lazaga.
En México rodó la serie de televisión El enemigo, en 1961.
Su actividad teatral fue más intensa. Triunfó con Té y simpatía e interpretó obras de, entre otros, Jacinto Benavente, José López Rubio (Celos del aire, 1950), José María Pemán (Callados como muertos, 1952), Joaquín Calvo Sotelo (La mariposa y el ingeniero, 1953; La muralla, 1954), Julia Maura (Jaque a la juventud, 1965), Alfonso Paso, George Bernard Shaw (César y Cleopatra, 1959) o Valle-Inclán en El embrujado (1996), obra tras cuyo estreno se retiró de los escenarios.
Estuvo casada con el torero Pepe Bienvenida.